# 甘春雷
甘春雷（1917年—1982年），直隶无极人，回族，中华人民共和国政治人物。
甘春雷于1938年加入中国共产党，此后担任过冀中军区第七军分区副政治委员、中共冀中区八地委书记等职。中华人民共和国成立后，他先后出任中共沧州地委书记、国家民族事务委员会副主任、中共宁夏回族自治区委书记处书记、河北省政协副主席等。此外，他还是第二至四届全国政协委员，第五届全国政协常务委员。他于1982年逝世，享年65岁。